# Marion Gering
Marion Gering (Rostov sul Don, 9 giugno 1901 – New York, 19 aprile 1977) è stato un regista russo naturalizzato statunitense.

## Filmografia parziale
- Per una donna (I Take This Woman) (1931)
- 24 Hours (1931)
- Il diavolo nell'abisso (Devil and the Deep) (1932)
- Madame Butterfly (1932)
- Jennie (Jennie Gerhardt) (1933)
- Thirty Day Princess (1934)
- Il peccato di Lilian Day (Lady of Secrets) (1936)
- Trappola d'oro (Thunder in the City) (1937)
- La sua maniera d'amare (She Married an Artist) (1937)